# 推古天皇
推古天皇（日语：／ Suiko Tennō；554年5月21日—628年4月15日），諱號豊御食炊屋姬尊，或稱額田部皇女。為日本第33代天皇（593年1月15日—628年4月15日在位）。父親是日本第29代天皇欽明天皇，生母是妃蘇我堅鹽媛。576年成為敏达天皇皇后。592年崇峻天皇遭苏我马子杀害后，因推古天皇具有父系血脈，被拥立为天皇，從而成為日本第一位受廣泛承認的女天皇。
即位之初，冊立兄長用明天皇次子廄戶皇子為皇太子，即聖德太子，並由太子总摄朝政。在位36年间，以聖德太子为中心，推行一系列政制改革，是谓推古朝改革。母舅苏我马子在624年曾要求賜予朝廷直辖地葛城县為其領地，遭断然拒绝。除限制貴族權力之外，她也大力推廣佛教，4次派遣使節團訪問時值隋朝的中國，開啟了日本的飛鳥時代。推古天皇逝於628年，享壽74歲。

## 生平

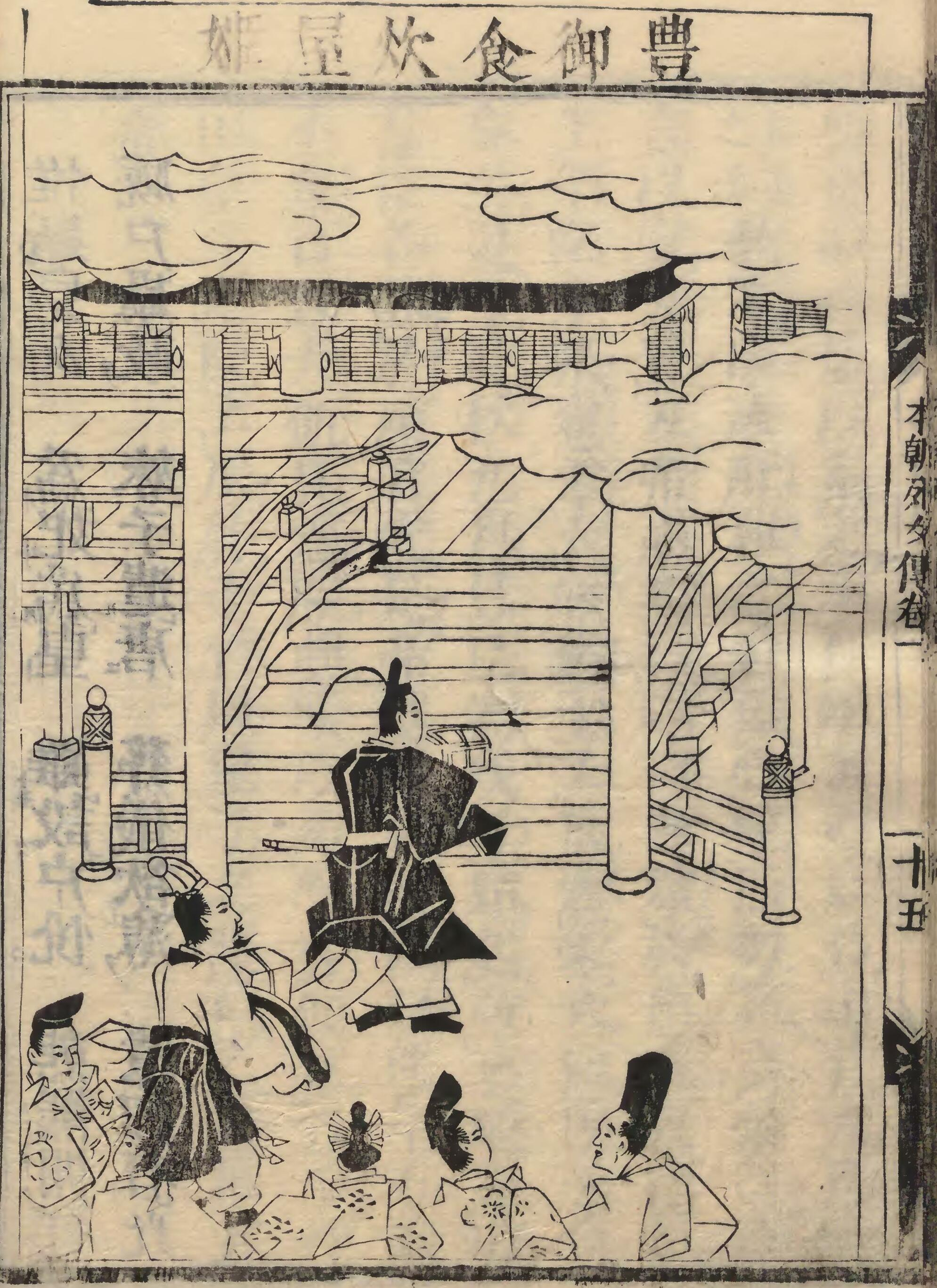
推古天皇

天皇生於欽明天皇十五年，母親是蘇我堅鹽媛，蘇我堅鹽媛之父是權臣蘇我稻目。另有同母兄長用明天皇、異母弟崇峻天皇等。天皇幼名額田部皇女，姿色美豔，舉止端莊，據《日本书纪》记载，天皇“姿色端丽、进止轨制。”天皇十八歲時異母兄敏達天皇的皇后廣姬逝世，遂被立為繼后，與敏達天皇之間共生下三子五女：葛城王、竹田皇子、尾张皇子、菟道贝蛸皇女、小墾田皇女、田眼皇女、櫻井弓張皇女、鸕鶿守皇女等。
崇峻天皇五年，權臣蘇我馬子弒君，立三十八歲皇太后額田部皇女為天皇。因為額田部皇女為蘇我氏所生，又具私部。以姪子厩戶皇子為皇太子，亦為蘇我氏所生，馬子因此得以外戚攝理政事。她即位後，居飛鳥宮，接近蘇我氏。
推古天皇极具政治头脑，她没有对曾与自己的儿子争过皇位的圣德太子秋后算账，反而将他立为摄政王，辅佐自己执政，她通过自己的宽容，弥合了皇室内部的裂痕，在她执掌大权的36年中，皇室内部再未发生争夺皇位的斗争，社会也因此而获得了稳定，推古天皇还主动加强了与中国的联系，并试图与中国平起平坐。607年，推古天皇派使团前往中国，她在国书中一改以往甘为中国從属国的提法，要求与中国建立平等的外交关系。
虽然推古天皇不肯向中国称臣，但她却积极主张学习中国的先进文化。推古天皇曾4次派遣隋使团访隋，並派遣小野妹子为遣隋使，过去倭国向中国派遣使节，是为了从隋煬帝那里获赐政权的正统性，此次小野妹子出使，第一次是以强调日本的独立为目標。第二年开始让留学生、留学僧与入隋使节同行，随着大量汉文化的输入，日本迎来了历史上第一个文化繁荣时代—飛鳥時代。
對過去曾失去的任那的領地，朝中常有奪回之意。崇峻年間朝廷曾派兵到筑紫，打算北渡進攻新羅，尚未出兵天王就故去，因而士兵駐紮在此處。推古天皇三年才退回來。軍事行動雖然未有成功，新羅仍害怕倭國的進攻，於是便進貢鵲以表示友好。倭國以其進貢太少為由，八年，仍数次发兵朝鲜半岛新罗，任命境部為大將軍，穗積為副將，帶領一萬多人，為了任那而進攻新羅。部隊長驅直進新羅，過海到達新羅後，連續攻破5座城池。新羅真平王投降，並把多多羅、素奈羅、弗知鬼、委陀、南迦羅、阿羅羅六城割讓給倭國。
九年，開始修建斑鳩宮，同年，新羅又再次進攻任那，於是天皇又派出阪本康手到百濟救任那。十年，任命來目皇子為進攻新羅將軍，屯兵修成紫島郡。十一年來目皇子急病去世，他的大哥當麻皇子轉任新羅將軍，被派往筑紫領軍。但途徑播磨的時候，從妻舍人姬王故去，當麻皇子只好回來。該年十二月，聖德太子仿效西國，執行十二階官位制度。十二年開始授予百官官銜。當時百濟的僧人觀勒獻上曆書，於是由當年正月倭國開始用曆法。該年夏四月，皇太子編寫《十七條憲法》，規定禮制，提高佛教的地位，確立推古天皇的稱號，並於京都建設大量佛寺。
三十一年，新羅進攻任那。自從十一年當麻皇子還國後，聖德太子放棄了任那，專注於國務。聖德太子既亡，大臣馬子又策劃進攻新羅。最終未有出兵。

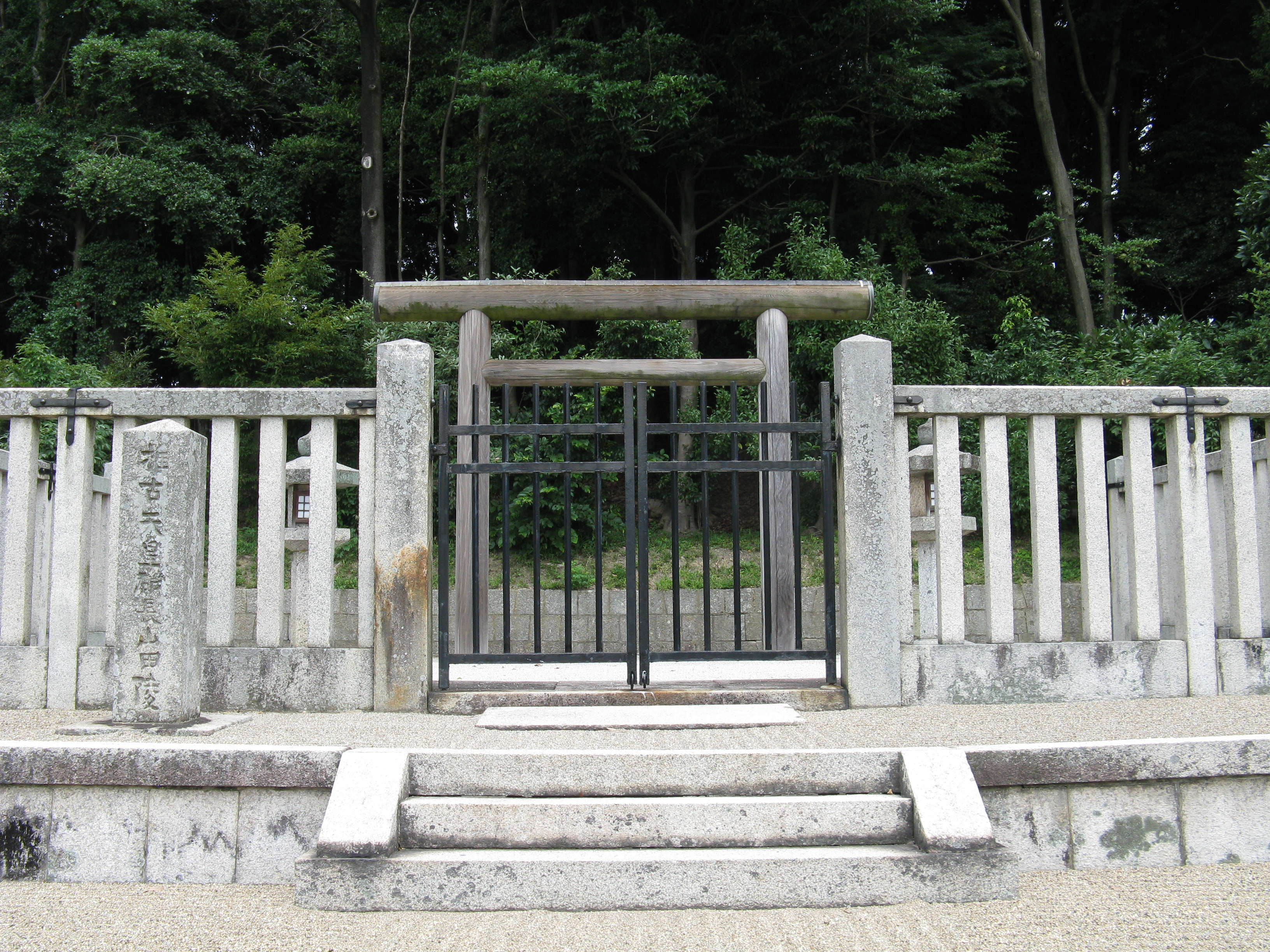
推古天皇陵

三十二年，聽說有佛僧用斧頭打祖父。天皇命令：「夫出家者頓歸三寶，具懷戒法。何無懺忌，輕犯惡逆！今朕聞：有僧以毆祖父。故悉聚諸寺僧尼，以推問之。若事實者，重罪之。」然後下令抓捕僧人尼姑。包括這個僧人在內的一批僧人尼姑全部被抓獲並定罪。百濟僧人勸勒上表說：「佛法自西國傳到漢，過了三百年，傳到百濟國，才100多年。我王聽說日本天皇賢哲，而貢上佛像和內典，不夠100年。所以現在，僧尼未有學習法律，對大罪不以為然。但是其他僧人並沒有什麼罪。我希望皇上可以將除了犯罪的僧人以外的僧尼，全部給予赦免，這是一個極大的功德啊！」天皇聽取他的意見，立詔制定僧正、僧都，檢查僧尼，列明清楚他們的寺院建造的記錄，僧尼入道記錄並標明年月日。
同年，大臣馬子派阿倍仲麻呂等上書求天皇給葛城縣做封地。馬子在奏折上說：「葛城縣本來是臣的老家。所以曾用此縣名取名。因此我很想取得這個縣，作為臣的封縣。」因為傳說蘇我氏與葛城平群氏、巨勢氏、紀氏、波多氏同為武內宿禰的後人。葛城四氏已經不復存在，應當將此舊地給予蘇我。天皇下詔回應：「現在朕是蘇我氏所出，大臣你也是朕的舅舅。所以大臣你的話，晚上說不清，早上也說不清，很容易遭到非議。朕在任當下，失去了這個縣。日後的君主會說：『愚痴婦人管理天下，所以失去了這個縣！』豈不只是將罪名怪在朕身上？大臣亦會因此而不忠。後患無窮。」於是沒有採納此意見。
三十四年，大臣馬子逝世，葬在桃原墓。其兒子蘇我蝦夷繼任為大臣。
三十六年春三月，發生日全蝕（參見日食沙羅週期97）。初六，天皇病重，未立嗣，召田村皇子說：「昇天位而經綸鴻基，馭萬機以亭育黎元，本非輕言，恒之所重。故汝慎以察之，不可輕言。」又召山背大兄王對其說：「汝肝稚之。若雖心望，而勿諠言。必待群言以宜從。」次日崩於小墾田宮。葬在竹田皇子的陵墓，也就是今天的植山古墳，後改葬早磯長山田陵。群臣商議後立田村皇子為天皇。

## 家屬
- 父 欽明天皇
- 母 蘇我堅鹽媛

- 夫 敏達天皇
  - 女 菟道貝鮹皇女 聖德太子妃
  - 子 竹田皇子
  - 女 靜貝王 小墾田皇女 押坂彥人大兄皇子妃
  - 女 輕守皇女宇毛理王 鸕鶿守皇女
  - 子 葛城王
  - 子 尾張皇子
  - 女 田眼皇女 舒明天皇妃
  - 女 櫻井弓張皇女 押坂彥人大兄皇子妃，後改嫁來目皇子

## 譜系
|  |  | (26)繼體天皇 （（三國）男大迹王） | (26)繼體天皇 （（三國）男大迹王） | (26)繼體天皇 （（三國）男大迹王） | (26)繼體天皇 （（三國）男大迹王） | (26)繼體天皇 （（三國）男大迹王） | (26)繼體天皇 （（三國）男大迹王） |  |  | (27)安閑天皇                | (27)安閑天皇                | (27)安閑天皇                | (27)安閑天皇                | (27)安閑天皇                | (27)安閑天皇                |  |  | 石姫皇女 （欽明天皇后）     | 石姫皇女 （欽明天皇后）     | 石姫皇女 （欽明天皇后）     | 石姫皇女 （欽明天皇后）     | 石姫皇女 （欽明天皇后）     | 石姫皇女 （欽明天皇后）     |  |  |                       |                       |                       |                       |                       |                       |  |  |              |              |              |              |              |              |  |  |                                        |                                        |                                        |                                        |                                        |                                        |  |  |          |          |          |          |          |          |  |  |                                |                                |                                |                                |                                |                                |
|  |  | (26)繼體天皇 （（三國）男大迹王） | (26)繼體天皇 （（三國）男大迹王） | (26)繼體天皇 （（三國）男大迹王） | (26)繼體天皇 （（三國）男大迹王） | (26)繼體天皇 （（三國）男大迹王） | (26)繼體天皇 （（三國）男大迹王） |  |  | (27)安閑天皇                | (27)安閑天皇                | (27)安閑天皇                | (27)安閑天皇                | (27)安閑天皇                | (27)安閑天皇                |  |  | 石姫皇女 （欽明天皇后）     | 石姫皇女 （欽明天皇后）     | 石姫皇女 （欽明天皇后）     | 石姫皇女 （欽明天皇后）     | 石姫皇女 （欽明天皇后）     | 石姫皇女 （欽明天皇后）     |  |  |                       |                       |                       |                       |                       |                       |  |  |              |              |              |              |              |              |  |  |                                        |                                        |                                        |                                        |                                        |                                        |  |  |          |          |          |          |          |          |  |  |                                |                                |                                |                                |                                |                                |
|  |  |                                   |                                   |                                   |                                   |                                   |                                   |  |  | (28)宣化天皇                | (28)宣化天皇                | (28)宣化天皇                | (28)宣化天皇                | (28)宣化天皇                | (28)宣化天皇                |  |  | 上殖栗皇子                  | 上殖栗皇子                  | 上殖栗皇子                  | 上殖栗皇子                  | 上殖栗皇子                  | 上殖栗皇子                  |  |  | 十市王                | 十市王                | 十市王                | 十市王                | 十市王                | 十市王                |  |  | 多治比古王   | 多治比古王   | 多治比古王   | 多治比古王   | 多治比古王   | 多治比古王   |  |  | （多治比）嶋 〔多治比氏〕              | （多治比）嶋 〔多治比氏〕              | （多治比）嶋 〔多治比氏〕              | （多治比）嶋 〔多治比氏〕              | （多治比）嶋 〔多治比氏〕              | （多治比）嶋 〔多治比氏〕              |  |  |          |          |          |          |          |          |  |  |                                |                                |                                |                                |                                |                                |
|  |  |                                   |                                   |                                   |                                   |                                   |                                   |  |  | (28)宣化天皇                | (28)宣化天皇                | (28)宣化天皇                | (28)宣化天皇                | (28)宣化天皇                | (28)宣化天皇                |  |  | 上殖栗皇子                  | 上殖栗皇子                  | 上殖栗皇子                  | 上殖栗皇子                  | 上殖栗皇子                  | 上殖栗皇子                  |  |  | 十市王                | 十市王                | 十市王                | 十市王                | 十市王                | 十市王                |  |  | 多治比古王   | 多治比古王   | 多治比古王   | 多治比古王   | 多治比古王   | 多治比古王   |  |  | （多治比）嶋 〔多治比氏〕              | （多治比）嶋 〔多治比氏〕              | （多治比）嶋 〔多治比氏〕              | （多治比）嶋 〔多治比氏〕              | （多治比）嶋 〔多治比氏〕              | （多治比）嶋 〔多治比氏〕              |  |  |          |          |          |          |          |          |  |  |                                |                                |                                |                                |                                |                                |
|  |  |                                   |                                   |                                   |                                   |                                   |                                   |  |  | (29)钦明天皇                | (29)钦明天皇                | (29)钦明天皇                | (29)钦明天皇                | (29)钦明天皇                | (29)钦明天皇                |  |  | (30)敏达天皇                | (30)敏达天皇                | (30)敏达天皇                | (30)敏达天皇                | (30)敏达天皇                | (30)敏达天皇                |  |  | 押坂彦人 大兄皇子     | 押坂彦人 大兄皇子     | 押坂彦人 大兄皇子     | 押坂彦人 大兄皇子     | 押坂彦人 大兄皇子     | 押坂彦人 大兄皇子     |  |  | (34)舒明天皇 | (34)舒明天皇 | (34)舒明天皇 | (34)舒明天皇 | (34)舒明天皇 | (34)舒明天皇 |  |  |                                        |                                        |                                        |                                        |                                        |                                        |  |  |          |          |          |          |          |          |  |  |                                |                                |                                |                                |                                |                                |
|  |  |                                   |                                   |                                   |                                   |                                   |                                   |  |  |                             | (29)钦明天皇                | (29)钦明天皇                | (29)钦明天皇                | (29)钦明天皇                | (29)钦明天皇                |  |  | (30)敏达天皇                | (30)敏达天皇                | (30)敏达天皇                | (30)敏达天皇                | (30)敏达天皇                | (30)敏达天皇                |  |  | 押坂彦人 大兄皇子     | 押坂彦人 大兄皇子     | 押坂彦人 大兄皇子     | 押坂彦人 大兄皇子     | 押坂彦人 大兄皇子     | 押坂彦人 大兄皇子     |  |  | (34)舒明天皇 | (34)舒明天皇 | (34)舒明天皇 | (34)舒明天皇 | (34)舒明天皇 | (34)舒明天皇 |  |  |                                        |                                        |                                        |                                        |                                        |                                        |  |  |          |          |          |          |          |          |  |  |                                |                                |                                |                                |                                |                                |
|  |  |                                   |                                   |                                   |                                   |                                   |                                   |  |  | （三國）椀子皇子 〔三國氏〕 | （三國）椀子皇子 〔三國氏〕 | （三國）椀子皇子 〔三國氏〕 | （三國）椀子皇子 〔三國氏〕 | （三國）椀子皇子 〔三國氏〕 | （三國）椀子皇子 〔三國氏〕 |  |  |                             |                             |                             |                             |                             |                             |  |  | 春日皇子              | 春日皇子              | 春日皇子              | 春日皇子              | 春日皇子              | 春日皇子              |  |  | 茅渟王       | 茅渟王       | 茅渟王       | 茅渟王       | 茅渟王       | 茅渟王       |  |  | (35)皇极天皇 (37)齊明天皇 （舒明天皇） | (35)皇极天皇 (37)齊明天皇 （舒明天皇） | (35)皇极天皇 (37)齊明天皇 （舒明天皇） | (35)皇极天皇 (37)齊明天皇 （舒明天皇） | (35)皇极天皇 (37)齊明天皇 （舒明天皇） | (35)皇极天皇 (37)齊明天皇 （舒明天皇） |  |  |          |          |          |          |          |          |  |  |                                |                                |                                |                                |                                |                                |
|  |  |                                   |                                   |                                   |                                   |                                   |                                   |  |  | （三國）椀子皇子 〔三國氏〕 | （三國）椀子皇子 〔三國氏〕 | （三國）椀子皇子 〔三國氏〕 | （三國）椀子皇子 〔三國氏〕 | （三國）椀子皇子 〔三國氏〕 | （三國）椀子皇子 〔三國氏〕 |  |  |                             |                             |                             |                             |                             |                             |  |  | 春日皇子              | 春日皇子              | 春日皇子              | 春日皇子              | 春日皇子              | 春日皇子              |  |  | 茅渟王       | 茅渟王       | 茅渟王       | 茅渟王       | 茅渟王       | 茅渟王       |  |  | (35)皇极天皇 (37)齊明天皇 （舒明天皇） | (35)皇极天皇 (37)齊明天皇 （舒明天皇） | (35)皇极天皇 (37)齊明天皇 （舒明天皇） | (35)皇极天皇 (37)齊明天皇 （舒明天皇） | (35)皇极天皇 (37)齊明天皇 （舒明天皇） | (35)皇极天皇 (37)齊明天皇 （舒明天皇） |  |  |          |          |          |          |          |          |  |  |                                |                                |                                |                                |                                |                                |
|  |  |                                   |                                   |                                   |                                   |                                   |                                   |  |  | （息長）厚皇子 〔息長氏〕   | （息長）厚皇子 〔息長氏〕   | （息長）厚皇子 〔息長氏〕   | （息長）厚皇子 〔息長氏〕   | （息長）厚皇子 〔息長氏〕   | （息長）厚皇子 〔息長氏〕   |  |  |                             |                             |                             |                             |                             |                             |  |  | 大派皇子              | 大派皇子              | 大派皇子              | 大派皇子              | 大派皇子              | 大派皇子              |  |  |              |              |              |              |              |              |  |  | (36)孝德天皇                           | (36)孝德天皇                           | (36)孝德天皇                           | (36)孝德天皇                           | (36)孝德天皇                           | (36)孝德天皇                           |  |  | 有間皇子 | 有間皇子 | 有間皇子 | 有間皇子 | 有間皇子 | 有間皇子 |  |  |                                |                                |                                |                                |                                |                                |
|  |  |                                   |                                   |                                   |                                   |                                   |                                   |  |  | （息長）厚皇子 〔息長氏〕   | （息長）厚皇子 〔息長氏〕   | （息長）厚皇子 〔息長氏〕   | （息長）厚皇子 〔息長氏〕   | （息長）厚皇子 〔息長氏〕   | （息長）厚皇子 〔息長氏〕   |  |  |                             |                             |                             |                             |                             |                             |  |  | 大派皇子              | 大派皇子              | 大派皇子              | 大派皇子              | 大派皇子              | 大派皇子              |  |  |              |              |              |              |              |              |  |  | (36)孝德天皇                           | (36)孝德天皇                           | (36)孝德天皇                           | (36)孝德天皇                           | (36)孝德天皇                           | (36)孝德天皇                           |  |  | 有間皇子 | 有間皇子 | 有間皇子 | 有間皇子 | 有間皇子 | 有間皇子 |  |  |                                |                                |                                |                                |                                |                                |
|  |  |                                   |                                   |                                   |                                   |                                   |                                   |  |  |                             |                             |                             |                             |                             |                             |  |  |                             |                             |                             |                             |                             |                             |  |  | 難波皇子              | 難波皇子              | 難波皇子              | 難波皇子              | 難波皇子              | 難波皇子              |  |  | 大俣王       | 大俣王       | 大俣王       | 大俣王       | 大俣王       | 大俣王       |  |  | 栗隈王                                 | 栗隈王                                 | 栗隈王                                 | 栗隈王                                 | 栗隈王                                 | 栗隈王                                 |  |  | 美努王   | 美努王   | 美努王   | 美努王   | 美努王   | 美努王   |  |  | （橘）諸兄 （葛城王） 〔橘氏〕 | （橘）諸兄 （葛城王） 〔橘氏〕 | （橘）諸兄 （葛城王） 〔橘氏〕 | （橘）諸兄 （葛城王） 〔橘氏〕 | （橘）諸兄 （葛城王） 〔橘氏〕 | （橘）諸兄 （葛城王） 〔橘氏〕 |
|  |  |                                   |                                   |                                   |                                   |                                   |                                   |  |  |                             |                             |                             |                             |                             |                             |  |  |                             |                             |                             |                             |                             |                             |  |  | 難波皇子              | 難波皇子              | 難波皇子              | 難波皇子              | 難波皇子              | 難波皇子              |  |  | 大俣王       | 大俣王       | 大俣王       | 大俣王       | 大俣王       | 大俣王       |  |  | 栗隈王                                 | 栗隈王                                 | 栗隈王                                 | 栗隈王                                 | 栗隈王                                 | 栗隈王                                 |  |  | 美努王   | 美努王   | 美努王   | 美努王   | 美努王   | 美努王   |  |  | （橘）諸兄 （葛城王） 〔橘氏〕 | （橘）諸兄 （葛城王） 〔橘氏〕 | （橘）諸兄 （葛城王） 〔橘氏〕 | （橘）諸兄 （葛城王） 〔橘氏〕 | （橘）諸兄 （葛城王） 〔橘氏〕 | （橘）諸兄 （葛城王） 〔橘氏〕 |
|  |  |                                   |                                   |                                   |                                   |                                   |                                   |  |  |                             |                             |                             |                             |                             |                             |  |  | (31)用明天皇                | (31)用明天皇                | (31)用明天皇                | (31)用明天皇                | (31)用明天皇                | (31)用明天皇                |  |  | 厩戶皇子 （聖德太子） | 厩戶皇子 （聖德太子） | 厩戶皇子 （聖德太子） | 厩戶皇子 （聖德太子） | 厩戶皇子 （聖德太子） | 厩戶皇子 （聖德太子） |  |  | 山背大兄王   | 山背大兄王   | 山背大兄王   | 山背大兄王   | 山背大兄王   | 山背大兄王   |  |  |                                        |                                        |                                        |                                        |                                        |                                        |  |  |          |          |          |          |          |          |  |  |                                |                                |                                |                                |                                |                                |
|  |  |                                   |                                   |                                   |                                   |                                   |                                   |  |  |                             |                             |                             |                             |                             |                             |  |  | (31)用明天皇                | (31)用明天皇                | (31)用明天皇                | (31)用明天皇                | (31)用明天皇                | (31)用明天皇                |  |  | 厩戶皇子 （聖德太子） | 厩戶皇子 （聖德太子） | 厩戶皇子 （聖德太子） | 厩戶皇子 （聖德太子） | 厩戶皇子 （聖德太子） | 厩戶皇子 （聖德太子） |  |  | 山背大兄王   | 山背大兄王   | 山背大兄王   | 山背大兄王   | 山背大兄王   | 山背大兄王   |  |  |                                        |                                        |                                        |                                        |                                        |                                        |  |  |          |          |          |          |          |          |  |  |                                |                                |                                |                                |                                |                                |
|  |  |                                   |                                   |                                   |                                   |                                   |                                   |  |  |                             |                             |                             |                             |                             |                             |  |  | (33)推古天皇                | (33)推古天皇                | (33)推古天皇                | (33)推古天皇                | (33)推古天皇                | (33)推古天皇                |  |  | 来目皇子              | 来目皇子              | 来目皇子              | 来目皇子              | 来目皇子              | 来目皇子              |  |  |              |              |              |              |              |              |  |  |                                        |                                        |                                        |                                        |                                        |                                        |  |  |          |          |          |          |          |          |  |  |                                |                                |                                |                                |                                |                                |
|  |  |                                   |                                   |                                   |                                   |                                   |                                   |  |  |                             |                             |                             |                             |                             |                             |  |  | (33)推古天皇                | (33)推古天皇                | (33)推古天皇                | (33)推古天皇                | (33)推古天皇                | (33)推古天皇                |  |  | 来目皇子              | 来目皇子              | 来目皇子              | 来目皇子              | 来目皇子              | 来目皇子              |  |  |              |              |              |              |              |              |  |  |                                        |                                        |                                        |                                        |                                        |                                        |  |  |          |          |          |          |          |          |  |  |                                |                                |                                |                                |                                |                                |
|  |  |                                   |                                   |                                   |                                   |                                   |                                   |  |  |                             |                             |                             |                             |                             |                             |  |  | (32)崇峻天皇                | (32)崇峻天皇                | (32)崇峻天皇                | (32)崇峻天皇                | (32)崇峻天皇                | (32)崇峻天皇                |  |  | 当麻皇子              | 当麻皇子              | 当麻皇子              | 当麻皇子              | 当麻皇子              | 当麻皇子              |  |  |              |              |              |              |              |              |  |  |                                        |                                        |                                        |                                        |                                        |                                        |  |  |          |          |          |          |          |          |  |  |                                |                                |                                |                                |                                |                                |
|  |  |                                   |                                   |                                   |                                   |                                   |                                   |  |  |                             |                             |                             |                             |                             |                             |  |  | (32)崇峻天皇                | (32)崇峻天皇                | (32)崇峻天皇                | (32)崇峻天皇                | (32)崇峻天皇                | (32)崇峻天皇                |  |  | 当麻皇子              | 当麻皇子              | 当麻皇子              | 当麻皇子              | 当麻皇子              | 当麻皇子              |  |  |              |              |              |              |              |              |  |  |                                        |                                        |                                        |                                        |                                        |                                        |  |  |          |          |          |          |          |          |  |  |                                |                                |                                |                                |                                |                                |
|  |  |                                   |                                   |                                   |                                   |                                   |                                   |  |  |                             |                             |                             |                             |                             |                             |  |  | 穴穗部間人皇女 （用明天皇） | 穴穗部間人皇女 （用明天皇） | 穴穗部間人皇女 （用明天皇） | 穴穗部間人皇女 （用明天皇） | 穴穗部間人皇女 （用明天皇） | 穴穗部間人皇女 （用明天皇） |  |  | 殖栗皇子              | 殖栗皇子              | 殖栗皇子              | 殖栗皇子              | 殖栗皇子              | 殖栗皇子              |  |  |              |              |              |              |              |              |  |  |                                        |                                        |                                        |                                        |                                        |                                        |  |  |          |          |          |          |          |          |  |  |                                |                                |                                |                                |                                |                                |
|  |  |                                   |                                   |                                   |                                   |                                   |                                   |  |  |                             |                             |                             |                             |                             |                             |  |  | 穴穗部間人皇女 （用明天皇） | 穴穗部間人皇女 （用明天皇） | 穴穗部間人皇女 （用明天皇） | 穴穗部間人皇女 （用明天皇） | 穴穗部間人皇女 （用明天皇） | 穴穗部間人皇女 （用明天皇） |  |  | 殖栗皇子              | 殖栗皇子              | 殖栗皇子              | 殖栗皇子              | 殖栗皇子              | 殖栗皇子              |  |  |              |              |              |              |              |              |  |  |                                        |                                        |                                        |                                        |                                        |                                        |  |  |          |          |          |          |          |          |  |  |                                |                                |                                |                                |                                |                                |

## 附註
1. ↑  李成市等人《亞洲人物史(二) 世界宗教圈的誕生與群雄割據的東亞》P495
2. ↑  田中臣說：「不可以太快進攻。先觀察一下情況，知道其叛逆之意，再進攻也不晚。請先試試派使臣前往，收集一下信息。」中臣連國說：「任那本來就是我們朝廷的，現在新羅人打算攻占它。請馬上出兵，征伐新羅，奪取任那和百濟。怎可將此二地拱手讓給新羅！」田中臣回答：「不對。百濟是經常背叛我們的國家，在道路上尚且欺騙我們，但凡他們的請求都不應該理他。所以不可以讓百濟歸附。」
3. ↑  統計數據表示有佛寺四十六，僧人八百十六，尼姑五百六十九，總共千三百八十五人。